# Aschenbrödel (1976)
Aschenbrödel ist ein deutscher Märchenfilm von Alexander Wikarski aus dem Jahr 1976 mit Simone Frost in der Titelrolle. Der in der DDR entstandene Fernsehfilm beruht auf der gleichnamigen Vorlage des russischen Schriftstellers Jewgeni Lwowitsch Schwarz. Am 26. Dezember 1976 wurde der Film im 1. Programm des Fernsehens der DDR gezeigt.

## Handlung
Aschenbrödel lebt mit ihren Eltern auf einem Gut, ihr Vater ist ein reicher Kaufmann. Nach dem Tod der geliebten Mutter heiratet der Vater des frommen Aschenbrödels erneut. Jedoch sehen die Stiefmutter und deren Töchter Anna und Marianne das einzige Kind des Kaufmanns nur als Dienstmagd, die in der Asche des Küchenherdes schlafen muss. Eines Tages gibt der König des Landes einen Ball für seinen Prinzen, der nun endlich seinen Pflichten als Thronfolger nachkommen und den Bund der Ehe eingehen soll. Mit Hilfe einer guten Fee, die zugleich ihre Patentante ist, gelingt es Aschenbrödel, mit einem prächtigen Kleid auf den königlichen Ball zu gelangen, jedoch muss sie vor Mitternacht wieder heimkehren, weil dann das schöne Ballkleid wieder verschwindet und sie nur noch in Fetzen und mit Ruß beschmutzt dasteht. Das erste Mal seit dem Tod ihrer Mutter kann Aschenbrödel ausgelassen feiern und ihren Kummer kurze Zeit vergessen. Auf dem Fest bekommt sie die Gelegenheit mit dem Prinzen zu tanzen, welcher sich sofort in ihre Schönheit und Anmut verliebt. Als es kurz vor Mitternacht ist, entfernt sie sich in Windeseile vom Ball und verliert auf der Treppe vorm Thronsaal einen ihrer Ballschuhe. Der Prinz, der ihr nachgerannt war, findet nur noch ihren Tanzschuh. Er ist sich sicher, seine große Liebe gefunden zu haben, und lässt am nächsten Morgen das ganze Land den Schuh anprobieren. Denn nur die Frau, der der Schuh passt, wird den Prinzen heiraten und Königin des Landes werden. Am Hofe der Stiefmutter angekommen, drängen sich Anna und Marianne vor und lassen sich sogar ihre Ferse abhacken, damit sie in den kleinen Schuh passen. Doch die Taube im Taubenschlag gurrt und vermeldet, dass Blut im Schuh sei und dieser folglich zu klein ist. Als aber das Aschenbrödel den Schuh anprobiert und der Prinz ihr Gesicht erblickt, weiß er sofort, dass es jenes Mädchen ist, mit der er letzte Nacht auf dem Ball getanzt hat. Die beiden heiraten und leben glücklich bis ans Ende ihrer Tage.

## Veröffentlichung
Aschenbrödel wurde im November 2023 zusammen mit den Spielfilmen Ein Hahn im Korb, Auf Station 23, Die Seefee, Krach im Hochhaus und Hoffnungslose Fälle im Rahmen der Helga Hahnemann Box (3 DVD) bei OneGate Media erstmals auf DVD veröffentlicht.